# Conrado Serrentino
Conrado Serrentino Giunta (Montevideo, Uruguay, 28 de mayo de 1922 - Montevideo, Uruguay, 3 de diciembre de 2006) fue un militar, ingeniero y político uruguayo, quien se desempeñó como subsecretario (viceministro) del Ministerio de Transporte y Obras Públicas en dos períodos, en 1990-1991 y nuevamente entre 1995 y 2000. 

## Nacimiento
Nació en Montevideo el 28 de mayo de 1922, hijo de Sebastián Serrentino y de Francisca Giunta, ambos italianos.

## Carrera militar
En 1937 ingresó a la Escuela Military posteriormente al Ejército en el área de ingenieros.
Obtuvo el grado de alférez al finalizar 1941,ascendió a teniente 2° en 1945y a teniente 1° en 1947.
Fue luego capitán,mayor,teniente coronel,y finalmente en 1963 se le concedió el ascenso al grado de coronel con retroactividad a 1961,con el que se retiró.
Prestó servicios en los Batallones de Ingenieros número 4,y número 5,así como en el Servicio de Ingeniería y Arquitectura Militar,y luego en el cuerpo técnico de Ingeniería y Arquitectura Militar.
Fue Instructor del Curso para Ingenieros en el Centro de Instrucción de Oficiales de Reserva,profesor de geometría en la Escuela Militar de Aeronáutica, de matemáticas en la Escuela Militar,e instructor de resistencia de materiales en la Escuela Naval.

## Actividad como ingeniero
Paralelamente a su carrera militar, cursó estudios en la Facultad de Ingeniería de la Universidad de la República, donde se graduó como ingeniero civil, especializándose en coordinación de proyectos de desarrollo regional, particularmente en el sector de transporte.
En 1952 fue nombrado ingeniero adjunto a la dirección de obra de ingeniería de la Comisión del Aeropuerto Nacional de Carrasco,y en 1959 secretario técnico de la Comisión Nacional de Aeropuertos.
Realizó una misión oficial de estudio en España,efectuando un curso de construcción de aeropuertos en la Escuela de Ingenieros Aeronáuticos en Madrid.También estudió en el Centro Interamericano de Desarrollo Integral de Aguas y Tierras (CIDIAT) en Venezuela.
Destinado a prestar servicios en comisión en el entonces Ministerio de Obras Públicas, en 1960 se le encargó de la Dirección de Hidrografía de dicha cartera,la que ejerció durante varios años; y poco después fue nombrado técnico ingeniero.
Fue luego ingeniero inspector general del mismo ministerio,y asesor técnico jefe en el Ministerio de Transporte y Obras Públicas que lo sucedió.
En 1961 representó al gobierno uruguayo en conversaciones con el de Brasil para la realización de un puente sobre el río Cuareim.
Integró la Comisión Mixta para el desarrollo de la cuenca de la Laguna Merín, creada en 1963.
Fue representante del MTOP en la delegación uruguaya ante la Comisión Técnica Mixta de los Puentes sobre el Río Uruguay (COMPAU).
Integró delegaciones en representación de Uruguay en diversos congresos internacionales.

## Jerarca en el MTOP

### Director Nacional de Transporte
En marzo de 1985, al iniciarse la primera presidencia de Julio María Sanguinetti, éste y su nuevo ministro de Transporte y Obras Públicas Jorge Sanguinetti designaron a Serrentino como Director Nacional de Transporte,dirección integrante de dicha cartera que ocupó durante la totalidad del período 1985-1990.

### Primer período como Subsecretario
En marzo de 1990, el nuevo presidente Luis Alberto Lacalle y su primer ministro de Transporte y Obras Públicas Wilson Elso Goñi lo nombraron subsecretario (viceministro) de la cartera.
Permaneció en el cargo durante un año, hasta que en marzo de 1991 fue sucedido por Ricardo Gorosito.

### Segundo período como Subsecretario
Al asumir Sanguinetti su segundo mandato presidencial en marzo de 1995, Serrentino retornó a la subsecretaría del MTOP por decisión adoptada por el nuevo presidente y su ministro Lucio Cáceres.
En esta ocasión, ocupó el cargo -al igual que Cáceres- durante la totalidad del quinquenio 1995-2000. 
En marzo de 2000, al comenzar el gobierno del nuevo presidente Jorge Batlle, Cáceres fue ratificado en su cargo de ministro, pero Serrentino no continuó en la subsecretaría, en la que fue sucedido por José Agustín Aguerre.
Sin embargo, en abril de 2000 fue ratificado como integrante y presidente alterno de la delegación uruguaya en el Comité Intergubernamental de la Hidrovía Paraguay - Paraná,que ya integraba previamente.

## Vida personal. Fallecimiento
Contrajo matrimonio en junio de 1946 con Haydée Emilia Bachini Casanova, con quien tuvo cinco hijos, Roberto, Silvia Emilia, Carlos María, Eduardo Javier y María del Rosario Serrentino Bachini.
Tras enviudar, a comienzos de 2001 se casó en segundas nupcias con María Pía Sinacore.
Conrado Serrentino falleció en Montevideo el 3 de diciembre de 2006, a los 84 años de edad.